# Khayu
Khayu o Jaau va ser un governant del període protodinàstic d'Egipte que va regnar en el delta del Nil, en el Baix Egipte.
Altres grafies del seu nom, en altres llengües: Iucha, Khaau, Khaiou, Khayu, Kaa.
És esmentat a la pedra de Palerm, una inscripció pètria que conté els noms de diversos mandataris predinàstics del Baix Egipte. Com ho existeix cap evidència arqueològica de la seva existència, podria ser un rei mític, el nom del qual s'ha preservat mitjançant la tradició oral, o bé podria ser un personatge totalment fictici.
|  |

|  |

|  |

|  |

|  |

|  |

|  |

|  |

| Predecessor: Hsekiu | Faraó Període protodinàstic d'Egipte | Successor: Tiu |